# Nis-Edwin List-Petersen

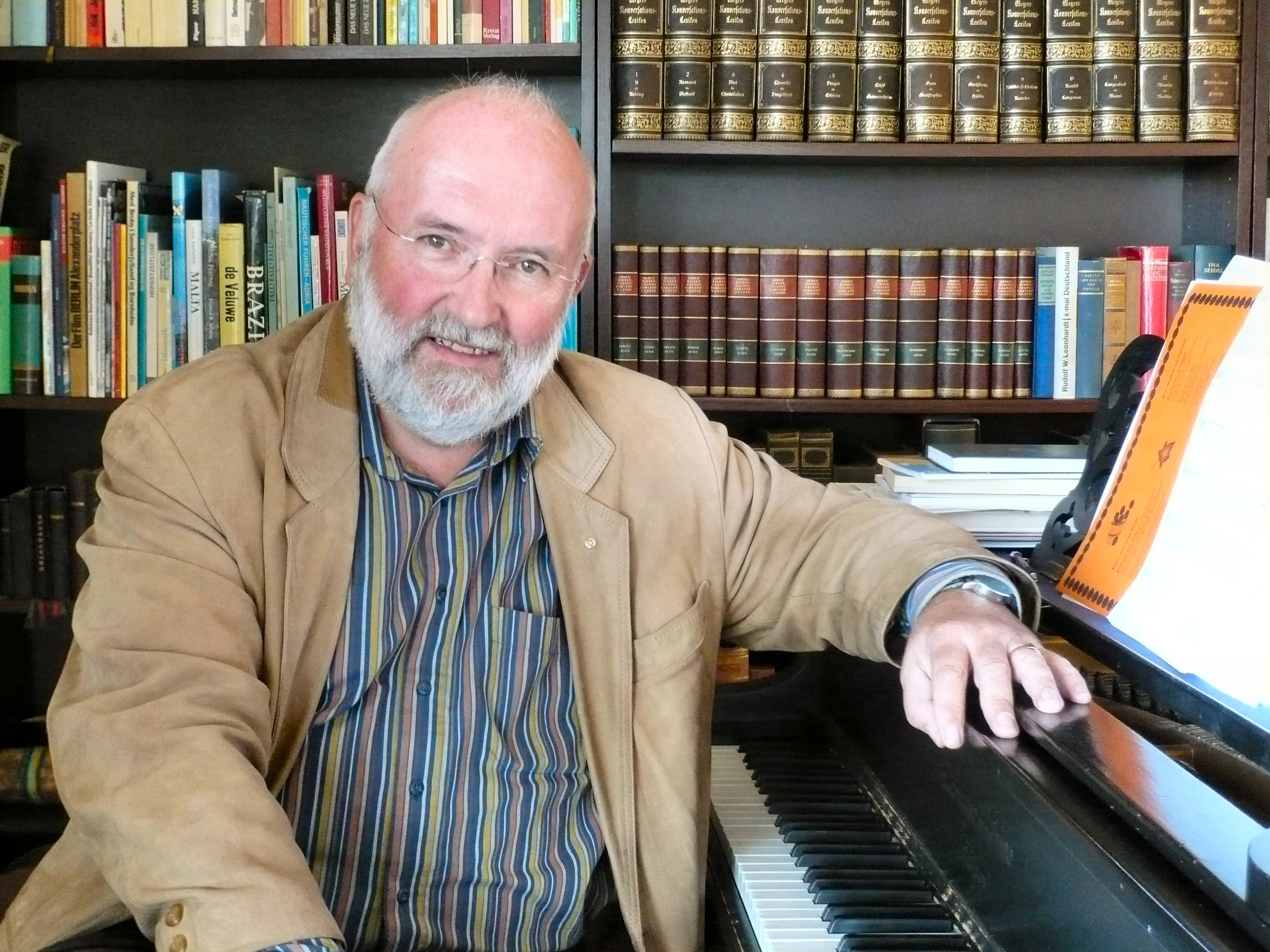
Nis-Edwin List-Petersen 2007

Nis-Edwin List-Petersen (* 25. November 1947 in Lügumkloster, Nordschleswig, Dänemark) ist ein dänischer Diakon, Diplom-Religionspädagoge, Büchereidirektor, Komponist, Musiker und Autor. Er gehört der deutschen Minderheit in Nordschleswig an.

## Familie und Herkunft
List-Petersen wurde als Sohn des lutherischen Theologen Hans Petersen (1921–1982) und der Krankenschwester Jette Andrea List (1916–1999) geboren. Der Vater gehörte der deutschen Minderheit in Nordschleswig an und war in seiner Studienzeit Mitglied der Bekennenden Kirche. Am Zweiten Weltkrieg nahm Petersen als deutscher Fallschirmjäger teil und wirkte nach dem Krieg als Pastor in verschiedenen Orten Nordschleswigs. Die Wurzeln der Familie seiner Mutter liegen auf der nordfriesischen Insel Röm.

## Leben und Werk
List-Petersen wohnt in Apenrade/Dänemark. 1970 machte List-Petersen sein Examen als Diakon und Diplom als Religionspädagoge im Stephansstift (heute: Hochschule Hannover – University of Applied Sciences and Arts) in Hannover, Von 1970–71 war er Bezirksjugendwart in Hannover und übernahm 1971 den Aufbau und die Leitung des Kirchenkreisjugendwerkes Norderdithmarschen in Heide (Holstein). 1978 folgte die Leitung der Bildungsstätte Jugendhof Knivsberg. List-Petersen wurde 1990 Geschäftsführer des Landesmusikrates Schleswig-Holstein (in dieser Funktion auch Mitglied des Leitungsteams von JazzBaltica) und von 1999 bis 2015 Büchereidirektor des Verbandes Deutscher Büchereien Nordschleswig und Kulturkoordinator der Deutschen Minderheit in Dänemark. Seit 2015 ist er im Ruhestand.
Er war Leiter und Dirigent der Musikgruppen „Edwin’s Karkenswinger’s“, der Gruppe „DEKTonium“ (1979–99), des „Sønderborg Gospelchoir“ (1999–2006), des „Aabenraa Shantykor“ (2007–2021) und seit 2018 des "Coro Ecuménico" Gran Canaria. Ferner ist er Mitglied der Textautoren- und Komponistengruppe TAKT.

## Veröffentlichungen
Seit 1975 Veröffentlichung diverser Vertonungen neuer geistlicher Lieder in Gesangbüchern (u. a. EG/GEmK), Beiheften, Dokumentationen, Liederbüchern, Chor- und Bandbearbeitungen u. a. bei den Verlagen Strube-Verlag (München), Hänssler Verlag (Stuttgart), Singende Gemeinde (Wuppertal), dem Deutschen Evangelischen Kirchentag (DEKT) (Fulda) und dem tvd-verlag (Düsseldorf), dem Carus-Verlag sowie von Publikationen u. a. in der Verlagsgruppe Husum. Seit 1981 Beiträge in Funk- und Fernsehen, u. a. musikalische Gestaltung der Eröffnung der Deutschen Evangelischen Kirchentage 1987 Frankfurt am Main und 1991 Ruhrgebiet im (ZDF) sowie des Schlussgottesdienstes München 1993 (ARD) mit „DEKTonium“. 1989 Uraufführung Blues-Kantate und Singspiel „Utopia“ Hochschule der Künste Berlin. 2009 Uraufführung eines Jubiläumsmarsches zum 275-Jahr-Jubiläum der Apenrader Schützengilde / „Aabenraa Skyttelaug“ in Anwesenheit seiner königlichen Hoheit Prinz Henrik von Dänemark.

## Ehrenamtliche Tätigkeiten
List-Petersen übt und übte zahlreiche ehrenamtliche Tätigkeiten aus. So war er von 1978 bis 1990 Vorsitzender der LAG Jugendmusik Schleswig-Holstein, von 1983 bis 1990 Kulturausschussvorsitzender der Deutschen Minderheit in Nordschleswig, von 1979 bis 1990 Vorsitzender von Miljøforeningen „Kalvø's Venner“, von 1997 bis 1999 Vorsitzender der Vereinigung Europäischer Grenzpendler VEG, von 2007 bis 2012 Vizepräsident von Træskibs Sammenslutningen und von 2008 bis 2014 Vorsitzender des Musikrates der Kommune Apenrade/Dänemark. Von 2009 bis 2016 war er Vollmitglied für Dänemark in der European Maritime Heritage und von 2011 bis 2016 Vorsitzender des Cultural Council der European Maritime Heritage. Von 2019 bis 2024 war er Schatzmeister der European Maritime Heritage.

## Werke (Auswahl)
- Geht in die Nacht und sucht einen Stern (1978; Text: Eckart Bücken) DEKT-Lieder 1981 & 1983 – Beiheft 83 – Gesangbuch Regenbogen 216
- Du bist bei uns und wir bei Dir (1978; Text: Wilhelm Willms) in Unverhofft – Liedermacher kommen nach Himmerod
- Ich bin entzweigesungen (1978; Text: Stephan Reimund Senge) in Unverhofft – Liedermacher kommen nach Himmerod
- Zuruf – Wenn die Propheten den Zögernden zu essen geben (1979; Text Arnim Juhre)
- Brot des Lebens (1986; Text: Peter Spangenberg) DEKT-Lieder 1987, ISBN 3-924166-17-X
- Ein Lied hat die Freude sich ausgedacht (1986; Text: Hartmut Handt 1985) EG 580 Hannover/Bremen – GEmK 598 – MG 238
- Der du am Kreuze hängst (1986; Text: Lothar Petzold) DEKT-Lieder 1987
- Warum weint Hannah (1986; Friedrich Karl Barth) DEKT 1989
- Utopia – Blueskantate (1989; Text: Wilhelm Willms 1974)
- Gottes Geist befreit zum Leben (1990; Text: Hans-Jürgen Netz) DEKT-Lieder 1991, tvd-Verlag, Mein Liederbuch, ISBN 3-926512-20-2
- Kleiner Tropfen 1991; (Text: Hans-Jürgen Netz) Schöpfungslieder DEKT 1997 tvd-Verlag. In: Das große Umweltliederbuch, Bund-Verlag, 1994, ISBN 3-7663-1124-7
- Nun schließt der Bogen sich zum Kreis (1991; Text: Hans-Jürgen Netz) Schöpfungslieder DEKT 1997 tvd-Verlag, ISMN M-700029-05-0
- Chorheft Nun schließt der Bogen sich zum Kreis 1997 tvd-Verlag, ISMN M-700029-05-0

## Diskografie (Auswahl)
- 1976 LP Wir steh’n auf dünner Erdenhaut (Grammark-Verlag)
- 1981 LP und MC Herr, deine Liebe ist wie Gras und Ufer Benefizplatte von (Brot für die Welt)
- 1987 und 1989 Lieder auf LP, MC und CD des Kirchentages,(DEKT)
- 1993 CD und MC Wasser – Quellen der Schöpfung (tvd-Verlag)
- 2002 CD Gospel Power, ISBN 3-7663-1124-7, Sønderborg Gospel Choir vol. 2 (SGC02)

## Publikationen
- 1976 Röm – Sagen und Geschichten. Grammark-Verlag/Kellinghusen (jetzt Edition Grammark bei Verlagsgruppe Husum), ISBN 3-921637-00-7
  - 1976 dänische Ausgabe Rømø – Sagn og Historier. Forlaget Melbyhus/Skærbæk, ISBN 87-87481-40-5
- 1979 Jugendhof Knivsberg – Bildungsstätte des Deutschen Jugendverbandes für Nordschleswig
- 1983 Nordschleswig und die deutsche Volksgruppe
- seit 1973 Herausgeber verschiedener Informationszeitschriften, u. a. judith, brücke, Kalvø nyt, INFO-LMR
- seit 1977 in loser Folge Beiträge im Deutschen Volkskalender Nordschleswig
- 1979–1987 Mitherausgeber des Jahrbuches nordschleswig
- 1991 Nordschleswig – Sagen und Geschichten. Verlagsgruppe Husum, ISBN 3-88042-556-6
- 1992 Den tredie Identitet (Die dritte Identität) in Slesvigsk grænselære. Forlaget Eirene, ISBN 87-88315-73-8
- 1993 Musik in Schleswig-Holstein, Landesmusikrat Schleswig-Holstein e. V.
- 2009 Mehr als Bücher – 60 Jahre Bibliotheksarbeit in Nordschleswig. Deutsche Büchereizentrale, Apenrade, ISBN 978-87-993421-0-5
- 2013 1938–2013 – 75 år Rotary i Aabenraa. Aabenraa 2013, ISBN 978-87-996061-0-8
- 2014 Søren Flott Der Mann, der Hitler töten wollte – Jens Peter Jessen – ein vergessener Verschwörer, aus dem Dänischen übersetzt von Nis-Edwin List-Petersen. Husum Verlag, Husum 2014, ISBN 978-3-89876-716-3